# Лема Сінга
Лема Сінга - ключове твердження про стабільність замкнутих геодезичних у ріманових многовидах із додатною секційною кривиною.
Лема є прямим наслідком формули для другої варіації довжин однопараметричного сімейства кривих.
Її використовував Джоном Сінгом.

## Формулювання
Нехай {\displaystyle \gamma \colon [0;1]\to M} - геодезична в рімановому многовиді {\displaystyle M} з додатною секційною кривиною і {\displaystyle V} - паралельне поле дотичних векторів на {\displaystyle \gamma }. Тоді варіація {\displaystyle \gamma } в напрямку {\displaystyle V} скорочує її довжину.
Точніше, якщо
{\displaystyle \gamma _{\tau }(t)=\exp _{\gamma (t)}(\tau \cdot V(t))}
і {\displaystyle L(\tau )} позначає довжину кривої {\displaystyle \gamma _{\tau }} тоді {\displaystyle L'(0)=0} і {\displaystyle L''(0)<0}.

## Наслідки
- Якщо замкнута геодезична, яка допускає паралельне векторне поле, не є стабільною, тобто її довжину можна зменшити довільно малою деформацією.[уточнити] Зокрема,
  - Парновимірні орієнтовані ріманові многовиди з додатною секційною кривиною однозв'язні.
  - Непарновимірні ріманові многовиди з додатною секційною кривиною орієнтовані.
- Лему Сінга використовував також Теодор Франкель[en][2] для доведення того, що, якщо {\displaystyle V} і {\displaystyle W} є замкнутими геодезичними підмноговидами в рімановому мнгоговиді {\displaystyle M} з додатною секційною кривиною і {\displaystyle \dim V+\dim W\geq \dim M}, то {\displaystyle V} і {\displaystyle W} перетинаються.